# Erik Stenlund
Erik Stenlund (ur. 26 maja 1962 w Uppsali) – szwedzki żużlowiec.
Dwukrotnie zdobył medale Indywidualnych Mistrzostw Szwecji: złoty (Målilla 1985) oraz srebrny (Sztokholm 1990). W 1986 r. zwyciężył w rozegranym w Pardubicach pierwszym Indywidualnym Pucharze Mistrzów. Wielokrotnie startował w eliminacjach Indywidualnych Mistrzostw Świata, trzykrotnie awansując do finałów skandynawskich (najlepszy wynik: Tampere 1989 – VIII m.). Dwukrotnie wystąpił w reprezentacji kraju w finałach Drużynowych Mistrzostw Świata, w 1989 r. zdobywając w Bradford brązowy medal.
Największe sukcesy w karierze odniósł w wyścigach motocyklowych na torach lodowych. Był czterokrotnym medalistą Indywidualnych Mistrzostw Świata (dwukrotnie złotym – 1984, 1988 i dwukrotnie brązowym – 1983, 1986) oraz sześciokrotnym medalistą Drużynowych Mistrzostw Świata (złotym – 1985, czterokrotnie srebrnym – 1983, 1984, 1988, 1989 oraz brązowym – 1982).
W latach 1987–1993 pięciokrotnie uczestniczył w finałach indywidualnych mistrzostw świata na długim torze, najlepsze wyniki osiągając w latach 1989 (Mariańskie Łaźnie, IV miejsce) oraz 1990 (Herxheim, VII miejsce).
W 1999 wystąpił w dwóch meczach polskiej I ligi żużlowej, w barwach Polonii Bydgoszcz.